# Венглево (Тшебницький повіт)
Венглево (пол. Węglewo) — село в Польщі, у гміні Жмігруд Тшебницького повіту Нижньосілезького воєводства.
Населення — 77 осіб (2011).
У 1975-1998 роках село належало до Вроцлавського воєводства.

## Демографія
Демографічна структура станом на 31 березня 2011 року:
|          | Загалом | Допрацездатний вік | Працездатний вік | Постпрацездатний вік |
| -------- | ------- | ------------------ | ---------------- | -------------------- |
| Чоловіки | 43      | 13                 | 27               | 3                    |
| Жінки    | 34      | 7                  | 21               | 6                    |
| Разом    | 77      | 20                 | 48               | 9                    |